# مركز جامعة ولاية أوكلاهوما للعلوم الصحية كلية الطب التقويمي
مركز جامعة ولاية أوكلاهوما للعلوم الصحية كلية الطب التقويمي (بالإنجليزية: Oklahoma State University Center for Health Sciences College of Osteopathic Medicine)‏ هي إحدى الكليات لتدريس الطب في الولايات المتحدة الأمريكية. تقع في مدينة تولسا في ولاية أوكلاهوما الأمريكية. نوع الشهادة الطبية التي يتم تحصيلها هناك هي دو.